# Antiparticule

Schéma comparant la charge des particules (à gauche) et celle des antiparticules (à droite) ; avec de haut en bas : électron et positron, proton et antiproton, neutron et antineutron.

 (novembre 2016).
Si vous disposez d'ouvrages ou d'articles de référence ou si vous connaissez des sites web de qualité traitant du thème abordé ici, merci de compléter l'article en donnant les références utiles à sa vérifiabilité et en les liant à la section « Notes et références ».
L'antiparticule est un type de particule élémentaire du modèle standard de masse et spin égaux à ceux de la particule correspondante, mais de nombres quantiques opposés.
Par exemple, l’électron et le positron ont la même masse (9,1 × 10−31 kg) et le même spin (1/2) mais des nombres quantiques opposés (par exemple, q = −1,6 × 10−19 coulombs pour l'électron, q = +1,6 × 10−19 coulombs pour le positron). Par convention, on dit que le positron est l'antiparticule associée à l’électron. Formellement, l'inverse est tout aussi vrai ; le fait de considérer l'un (l'électron) comme « particule » et l'autre (le positron) comme « antiparticule » est purement conventionnel, ce choix provenant du fait que la matière que nous côtoyons habituellement et dont nous sommes faits est composée de particules et non d'antiparticules (antimatière).

## Historique
L'histoire de l'antiparticule commence au tournant des années 1930.
Paul Dirac a prédit en 1928 l'existence de ces particules en étudiant l'électron. Il formule la description du comportement des particules par son équation qui ne fixe que le carré de certaines grandeurs. Cette équation a donc deux solutions : la solution « ordinaire », correspondant au comportement des particules connues, et une solution correspondant à des particules « théoriques », non observées et de charge électrique opposée.

La première antiparticule observée, un positron, produit par les collisions des rayons cosmiques dans l'atmosphère, fut découverte en 1933 par Carl David Anderson, puis des expériences de radioactivité en laboratoire ont confirmé cette prédiction pour les autres particules.

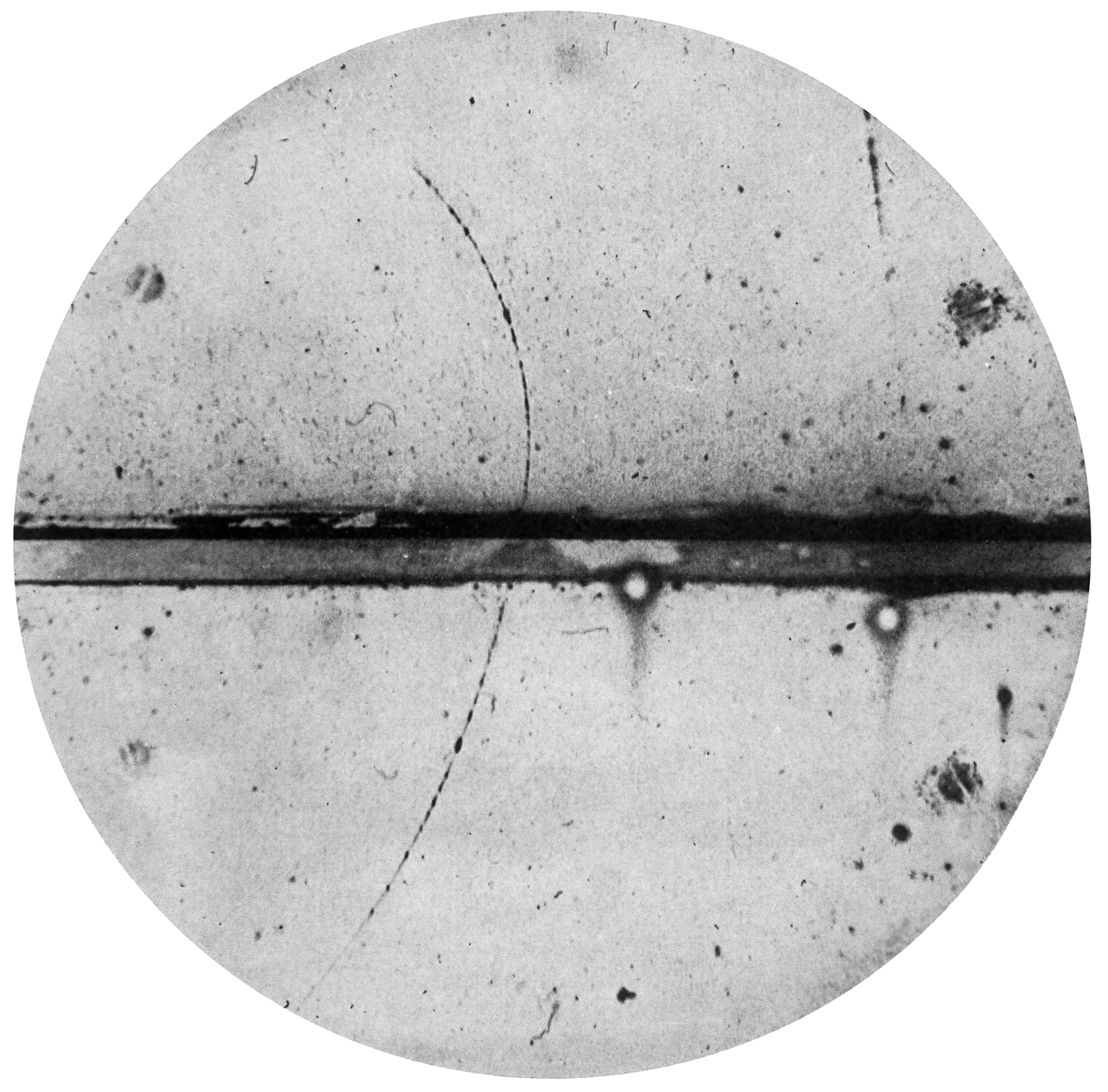
Première observation d'une antiparticule (photographie de 1932 dans une chambre à brouillard, publiée en 1933). Ce positron provient d'en bas à gauche de l'image, traverse la plaque de plomb au centre avant de remonter vers la gauche.

La physique atomique s'ouvre vers la physique des particules qui découvre que la rencontre d'une particule et de son antiparticule les annihile, émettant une quantité correspondante d'énergie suivant la formule bien connue E=mc2. Cette énergie donne alors naissance à une paire de photons émis à 180° et de même énergie (dans le référentiel du centre de masse). L'énergie totale transportée par les photons sous forme d'impulsion correspond à toute l'énergie de masse initialement présente dans le système ; et les « masses » de matière ou d'antimatière s'additionnent en s'annihilant. La « masse » serait donc indépendante du type de « matière » considéré.
Et, inversement, la concentration d'une quantité suffisante d'énergie provoque la création d'un ou plusieurs couples particule-antiparticule.
Les antiprotons et les antineutrons ont été découverts dans les années 1950 en compagnie d'autres particules et antiparticules qui forment les briques de base du modèle standard.
En raison de leur charge électrique opposée, une particule et son antiparticule placées dans un même champ électromagnétique sont soumises à des forces opposées, ce qui peut servir à les isoler pour étudier les antiparticules. Cependant il est très difficile d'isoler parfaitement une antiparticule : Gabriel Chardin explique qu'il serait probablement impossible de peser un anti-électron (ou positron).
Pour créer et observer des antiparticules, on emploie un accélérateur de particules, qui peut doter les particules d'une énergie telle que les collisions libèrent assez d'énergie pour créer des couples particule-antiparticule.
Actuellement (jusqu’en août 2017), nous ne connaissons pas d'atome d'antimatière « stable » à l'état naturel.

## Propriétés
Une antiparticule a la charge opposée de celle de sa particule. Pour qu'une particule soit sa propre antiparticule, il est nécessaire tout d'abord qu'elle soit « électriquement » neutre (charge leptonique).

### Particules composées
Une particule composée peut être sa propre antiparticule si elle est composée de particules qui sont elles-mêmes leurs propres antiparticules, ou bien si elle est composée de particules élémentaires qui sont mutuellement leurs antiparticules. C'est le cas du pion π0.
En revanche le neutron ne peut pas être sa propre antiparticule bien qu'il soit neutre, car il est composé d'un quark up de charge +2/3 et de deux quarks down de charge -1/3. L'antineutron est composé des antiparticules de celles composant le neutron : un antiquark up de charge -2/3, et deux antiquarks down de charge +1/3. Il est donc distinct du neutron.

### Particules élémentaires

#### Particules de Dirac et de Majorana
Il y a quatre solutions à l'équation de Dirac, qui correspondent à la particule et à son antiparticule, avec deux orientations de spin possibles.
Pour l'équation de Majorana, il n'y en a que deux : l'antiparticule est l'équivalent de la particule vue dans un miroir. Il y a donc inversion de spin au passage à l'antiparticule.
Regarder une particule dans un miroir inverse d'une part son spin, d'autre part son hélicité, c'est-à-dire la projection du spin sur sa vitesse. Or l'hélicité est changée quand on change de référentiel en se déplaçant plus vite que la particule. Cela n'est possible que pour une particule de masse non nulle, car les particules de masse nulle se déplacent à la vitesse de la lumière dans le vide, qui n'est pas dépassable (un tel changement de référentiel n'aurait aucun sens).
Les fermions sont classés suivant qu'ils sont ou pas leur propre antiparticule. Ainsi, on appelle :
- particule de Dirac une particule qui diffère de l'antiparticule correspondante ;
- particule de Majorana une particule qui est sa propre antiparticule.

Toutes les particules pour lesquelles la question est tranchée sont des particules de Dirac.
Le doute demeure sur le neutrino car il a la particularité de n'avoir été observé qu'avec l'hélicité gauche, et l'antineutrino avec l'hélicité droite.
La distinction entre particules de Dirac et de Majorana n'a pas de sens pour des particules de spin nul. C'est pourquoi on parle en anglais de « fermions de Dirac » et « fermions de Majorana » plutôt que de particules.

#### Particule de masse nulle
Pour une particule de masse nulle, l'hélicité n'a qu'une seule orientation possible. Dès lors, la distinction entre particules de Dirac et particules de Majorana n'est plus pertinente.

#### Autres particules
Le photon, l'hypothétique graviton et les gluons sont leurs propres antiparticules.

## Symétrie CPT
La symétrie observée entre l'électron et le positron dans l'équation de Dirac est un fait, une propriété générale de toute la théorie. Une symétrie est une transformation qui laisse un objet inchangé, ou qui ne change pas le résultat d'une expérience : par exemple, une rotation d'un cube d'une face sur l'autre (90°) est une symétrie car elle ne change pas le cube et/ou ne génère pas de mouvement dû au retour gravitaire sur le plan de pose après lâcher.
Par contre une inclinaison de 15° par rapport au plan de pose donne un cube instable après lâcher. Dans ce cas, on dit qu'il y a brisure de symétrie ou violation de la symétrie.
Plus généralement, les symétries en physique des particules sont plutôt des régularités. Toutes les interactions fondamentales sont basées sur certaines symétries des particules.
Il existe trois symétries, dites C, P, et T, respectivement relatives à la charge électrique (charge leptonique), à la parité (miroir), et au temps. En première analyse, il existe quatre hypothèses pour expliquer l'asymétrie entre la présence de la matière et la quasi absence d'antimatière :
- l'antimatière existe dans des endroits du cosmos éloignés de notre environnement, des anti-galaxies, des anti-étoiles, des anti-planètes… ;
- l'asymétrie était une condition initiale originelle du cosmos ;
- un processus de destruction de l'antimatière a opéré durant l'histoire de l'univers. L'expansion a empêché la matière d'annihiler le solde d'antimatière ;
- un univers parallèle, ou revers de l’espace-temps (voir le modèle cosmologique bi-métrique de l’univers).

## Collision d'une particule et de son antiparticule
Lorsqu'une particule de masse m entre en contact avec son antiparticule correspondante, elles s'annihilent pour former une ou plusieurs particules quelconques, mais dont l'énergie cumulée sera égale à celle des deux particules initiales, et qui conservent en outre un certain nombre de caractéristiques, comme la charge électrique totale, qui doit donc rester nulle. En particulier, l'annihilation peut produire une particule et son antiparticule, différentes de celles initiales.
Exemple : un proton et un antiproton s'annihilant, ont une énergie d'au moins E = 2 × 1,6 × 10−27 × c2 = 0,3 × 10−9 joules ; ils peuvent, par exemple, se transformer en une paire (électron, antiélectron) ayant une vitesse v = 0,98 × c, la majorité de l'énergie est alors convertie sous forme d'énergie cinétique (vitesse).
Un photon isolé ne peut pas créer de couple particule/antiparticule à lui seul, car il ne pourrait y avoir conservation à la fois de l'énergie, de la charge et de la quantité de mouvement. Mais il peut toutefois créer des couples virtuels, dont on tient compte quand on étudie le vide quantique.
Bien que des atomes d'anti-hydrogène aient été créés en laboratoire, en nombre limité, depuis la fin du XXe siècle, leur période de vie reste très courte, faute de dispositifs de stockage pouvant les garder isolés de la matière. Leur création nécessite en fait d'immenses dispositifs (accélérateur de particules), et des quantités extrêmement importantes d'énergie, bien plus que n'en libère leur annihilation avec la matière, ce qui hypothèque l'obtention de réelles avancées sur leur comportement.